# Prins Mohammedstadion
Het Prins Mohammedstadion (Arabisch: ستاد الأمير محمد) is een multifunctioneel stadion in Zarka, een stad in Jordanië. 
De opening van het stadion was in 1998. Er kunnen ongeveer 17.000 toeschouwers in. Het werd onder andere gebruikt voor wedstrijden op het wereldkampioenschap voetbal voor vrouwen onder 17 van 2016.